# Anasaitis scintilla
Anasaitis scintilla är en spindelart som beskrevs av Bryant 1950. Anasaitis scintilla ingår i släktet Anasaitis och familjen hoppspindlar. Inga underarter finns listade i Catalogue of Life.